# Loimijoki härad
Loimijoki härad är ett före detta härad i Åbo och Björneborgs län i Finland.
Ytan (landsareal) var 2835,5 km² 1910; häradet hade 31 december 1908 55.345 invånare med en befolkningstäthet av 19,5 inv/km².

## Landskommuner
De ingående landskommunerna var 1910 som följer:
- Alastaro
- Harjavalta
- Kauvatsa
- Kumo, finska: Kokemäki
- Kjulo, finska: Köyliö
- Loimijoki, finska: Loimaa, bytte namn till Loimaa kommun 1978
- Metsämaa
- Pungalaitio, finska: Punkalaidun
- Säkylä
- Vambula, finska: Vampula
- Vittis, finska: Huittinen
- Ypäjä

Keikyä avskildes från Vittis 1919. Häradet delades 1956; Harjavalta, Kauvatsa, Keikyä, Kjulo, Kumo, Säkylä och Vittis bildade då Kumo härad.